# Italia ore 6
Italia ore 6 è stato un programma televisivo italiano d'attualità giornalistica in onda su Rai Uno dal 1º gennaio 1990, condotto da Emanuela Falcetti e concepito sulle orme di Italia sera.
Il programma andava in onda dal lunedì al venerdì attorno alle ore 18:00, per una durata di circa mezz'ora. Era attivo un centralino che raccoglieva le domande dei telespettatori, a cui veniva data risposta nel corso della puntata. Nella seconda edizione, trasmessa a partire dal 14 gennaio 1991, fu introdotta una rubrica intitolata Italia: istruzioni per l'uso, che l'anno successivo diventò una trasmissione autonoma.